# 奥尔弗里顿
奥尔弗里顿（Alfreton）是英格蘭德比郡的一個城市和民政教區，位於德比郡東北部。2011年人口普查時，埃爾弗萊頓有人口7,971人，整個都市區有人口24,476人。

## 外部連結
- 维基共享资源上的相關多媒體資源：奥尔弗里顿
- 维基导游上有關埃尔弗莱顿的旅行指南（英文）
- 《末日審判書》上的Alfreton
- Alfreton weather （页面存档备份，存于）
- Amber Valley Borough Council （页面存档备份，存于）
- BBC Guide（页面存档备份，存于）
- Alfreton Local History Website